# ماريا تير ميتلن
ماريا تير ميتلن (20 يونيو 1704 -1751)، هي هولندية عاشت في القرن 18. وفي سن الثالثة عشر من عمرها شرعت في التجول بأوروبا. وتعرضت للأسر من طرف قوات السلطان المغربي في الفترة الممتدة من سنة 1731 إلى سنة 1743 واحتجزت في مدينة مكناس وسط المغرب. وقد وثقت كل ما حدث لها في رواية تاريخية سيرة ذاتية بعنوان «Wonderbaarlyke en merkwaardige gevallen van een twaalf jarige «slaverny، وتُرجمت إلى العربية بعنوان اثنتا عشرة سنة من الاستعباد رحلة أسيرة هولندية في بلاد المغرب 1731-1743 كتبتها بعد خمس سنوات من عودتها إلى بلدها سنة 1748.